# 皮奥伊州卡雅泽拉斯
皮奥伊州卡雅泽拉斯（葡萄牙語：Cajazeiras do Piauí）是巴西皮奥伊州的一个市镇。总面积555.553平方公里，总人口3178人，人口密度5.7人/平方公里。